# A Little Chaos
A Little Chaos (bra: Um Pouco de Caos) é um filme britânico de 2014 dirigido por Alan Rickman e estrelado por Kate Winslet, Matthias Schoenaerts, Alan Rickman, Stanley Tucci, Helen McCrory, Steven Waddington, Jennifer Ehle e Rupert Penry-Jones.

## Sinopse
Quando o famoso arquiteto André Le Notre (Matthias Schoenaerts) é escolhido pelo Rei Luís XIV (Alan Rickman) para projetar os jardins do Palácio de Versalhes, Sabine (Kate Winslet) é contratada para auxiliá-lo mesmo tendo um estilo mais arrojado e oposto ao seu. Com o tempo as diferenças desaparecem e a relação, que era profissional, começa a ficar mais íntima, chegando ao conhecimento da mulher do arquiteto, a popular Le Notre (Helen McCrory).[carece de fontes?]

## Elenco
- Kate Winslet ...Sabine De Barra
- Matthias Schoenaerts ...André Le Nôtre
- Alan Rickman ...Luís XIV de França
- Stanley Tucci ... Filipe I, Duque de Orleães
- Helen McCrory ...Madame Françoise Le Nôtre
- Steven Waddington ...Duras
- Jennifer Ehle ...Madame De Montespan
- Rupert Penry-Jones ...Antoine Lauzun
- Paula Paul ...Isabel Carlota do Palatinado
- Danny Webb ...Moulin
- Phyllida Law ...Suzanne
- Pauline Moran ...Ariane
- Cathy Belton ...Louise
- Morgan Watkins ...Luc
- Adrian Schiller ...Jean Risse
- Adrian Scarborough ...Daniel Le Vielle
- Angus Wright ...Sualem
- Alistair Petrie ...De Ville
- Henry Garrett ...Vincent
- Jamie Bradley ...Marquis Du Vasse
- Adam James ...Monsieur De Barra

## Filmagens
As filmagens ocorreram na Inglaterra. A fotografia principal começou em 27 de março de 2013 e continuou por oito semanas em Black Park, Cliveden House, Pinewood Studios, Palácio de Blenheim, Waddesdon Manor, Hampton Court Palace, Ham House, Ashridge e Chenies Manor. As filmagens terminaram em 8 de junho de 2013 em Richmond, Londres.

## Recepção da crítica

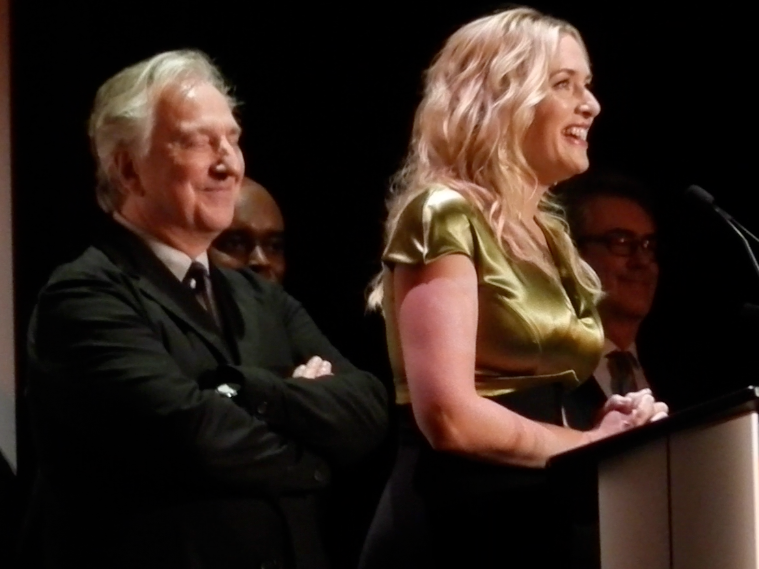
Winslet e Rickman na exibição do filme no Toronto International Film Festival.

O filme recebeu críticas mistas, com as performances do elenco sendo altamente elogiadas. O agregador de críticas Rotten Tomatoes atribui ao filme uma classificação de 46% com base em 89 reviews, com uma pontuação média de 5.4/10. O consenso do site afirma que "elegante e bem-atuado, sem nunca atingir seu potencial dramático, A Little Chaos é empurrado pelos impressionantes esforços de um elenco talentoso". No Metacritic, o filme tem uma pontuação média ponderada de 51 em 100, com base em 21 críticas, indicando "críticas mistas ou médias".